# 風防
風防（ふうぼう）とは、風による悪影響を防ぐ器具ないし部品。英語からウインドスクリーンまたはウインドシールドとも呼ばれる。前者は英国、後者は米国に由来する。
録音・マイク用途
ウィンドスクリーン（ウインドスクリーン）、ウィンドシールド、ウィンドジャマーなどと呼ばれる。生き物の息（呼吸）や風によるボーボーという風切り音を軽減する道具。マイクに付けて使うスポンジ製の物、毛が付いている物などがある。スタジオ録音の場合は録音対象とマイクの間に立てるポップガードがある。
輸送機器用途
- 航空機の操縦席直前の胴体上に設置される堅牢な枠と前方を見通せるガラスで構成される部品。黎明期の飛行機は開放型操縦席であり、風圧から操縦士を防護する必需品であった。飛行機が次第に大型化すると操縦席は閉鎖型になり、風防は操縦席前方の胴体に穿たれた穴に嵌め込まれたガラスを指すようになる。
- 戦闘機に代表される小型機は構造的に開放型操縦席であるが、高速化に伴い操縦席を外気から遮断できる開閉式の天蓋（キャノピー）を備えるようになり、まもなく搭乗員の乗降を除き常時閉めて運用するようになると風防を開閉式天蓋に一体化させた機種も現れるようになった。
- 自動車の運転席（助手席がある場合はそれも含めて）直前に設置されている堅牢な枠と前方を見通せるガラスで構成されている部位。セダンやクーペなど固定された天蓋（ルーフまたはトップ）を持つ車種ではボディに一体化している。
- フォーミュラカーやレース用スポーツカーなど開放型運転席の競技車両では、風圧を遮断するには十分ではないわずかな高さの成型有機ガラスで枠がない風防が運転席前方または周囲に取り付けられる場合がある。
- バイクの前面に取り付けるプラスチックやアクリルなどの透明な板[3]。
- 子供を前に乗せる自転車や乳母車にも付ける場合がある。

アウトドア用品
風防板。アウトドアで使うコンロやストーブの周りに置いて風を遮る板。
時計の文字盤を覆うガラス板。